# Typhlocyba cassiopeia
Typhlocyba cassiopeia är en insektsart som beskrevs av Knull 1945. Typhlocyba cassiopeia ingår i släktet Typhlocyba och familjen dvärgstritar. Inga underarter finns listade i Catalogue of Life.